# Секедат (комуна)
Секедат (рум. Săcădat) — комуна у повіті Біхор в Румунії. До складу комуни входять такі села (дані про населення за 2002 рік):
- Борша (195 осіб)
- Себолчу (762 особи)
- Секедат (960 осіб) — адміністративний центр комуни

Комуна розташована на відстані 422 км на північний захід від Бухареста, 16 км на схід від Ораді, 115 км на захід від Клуж-Напоки.

## Населення
За даними перепису населення 2002 року у комуні проживали 1917 осіб.
Національний склад населення комуни:
| Національність | Кількість осіб | Відсоток |
| -------------- | -------------- | -------- |
| румуни         | 1747           | 91,1%    |
| цигани         | 146            | 7,6%     |
| угорці         | 22             | 1,1%     |
| словаки        | 1              | 0,1%     |

Рідною мовою назвали:
| Мова      | Кількість осіб | Відсоток |
| --------- | -------------- | -------- |
| румунська | 1771           | 92,4%    |
| циганська | 126            | 6,6%     |
| угорська  | 18             | 0,9%     |
| словацька | 1              | 0,1%     |

Склад населення комуни за віросповіданням:
| Релігія            | Кількість осіб | Відсоток |
| ------------------ | -------------- | -------- |
| православні        | 1569           | 81,8%    |
| п'ятдесятники      | 252            | 13,1%    |
| баптисти           | 58             | 3,0%     |
| реформати          | 14             | 0,7%     |
| римо-католики      | 7              | 0,4%     |
| греко-католики     | 7              | 0,4%     |
| атеїсти            | 2              | 0,1%     |
| адвентисти         | 1              | 0,1%     |
| лютерани           | 1              | 0,1%     |
| не вказали релігію | 6              | 0,3%     |